# Mastixia tetrandra
Mastixia tetrandra là một loài thực vật thuộc họ Cornaceae. Đây là loài đặc hữu của Sri Lanka. 
Oval leaves.Make resins.Smooth bark.Wood is red in caller,hevy. 